# Henpecked Ike
Henpecked Ike è un cortometraggio muto del 1912 diretto da Edward LeSaint (con il nome Edward J. Le Saint).
È il dodicesimo film interpretato da Eddie Lyons: uno dei primi della sua carriera di attore che conta - dal 1911 al 1926 - almeno 388 titoli.

## Produzione
Il film fu prodotto dall'Independent Moving Pictures Co. of America (IMP).

## Distribuzione
Il film uscì nelle sale cinematografiche statunitensi il 18 maggio 1912, distribuito dalla Motion Picture Distributors and Sales Company. Il corto veniva presentato in un programma unico insieme a un altro cortometraggio secondo il sistema dello split reel.